# Tyler, The Creator

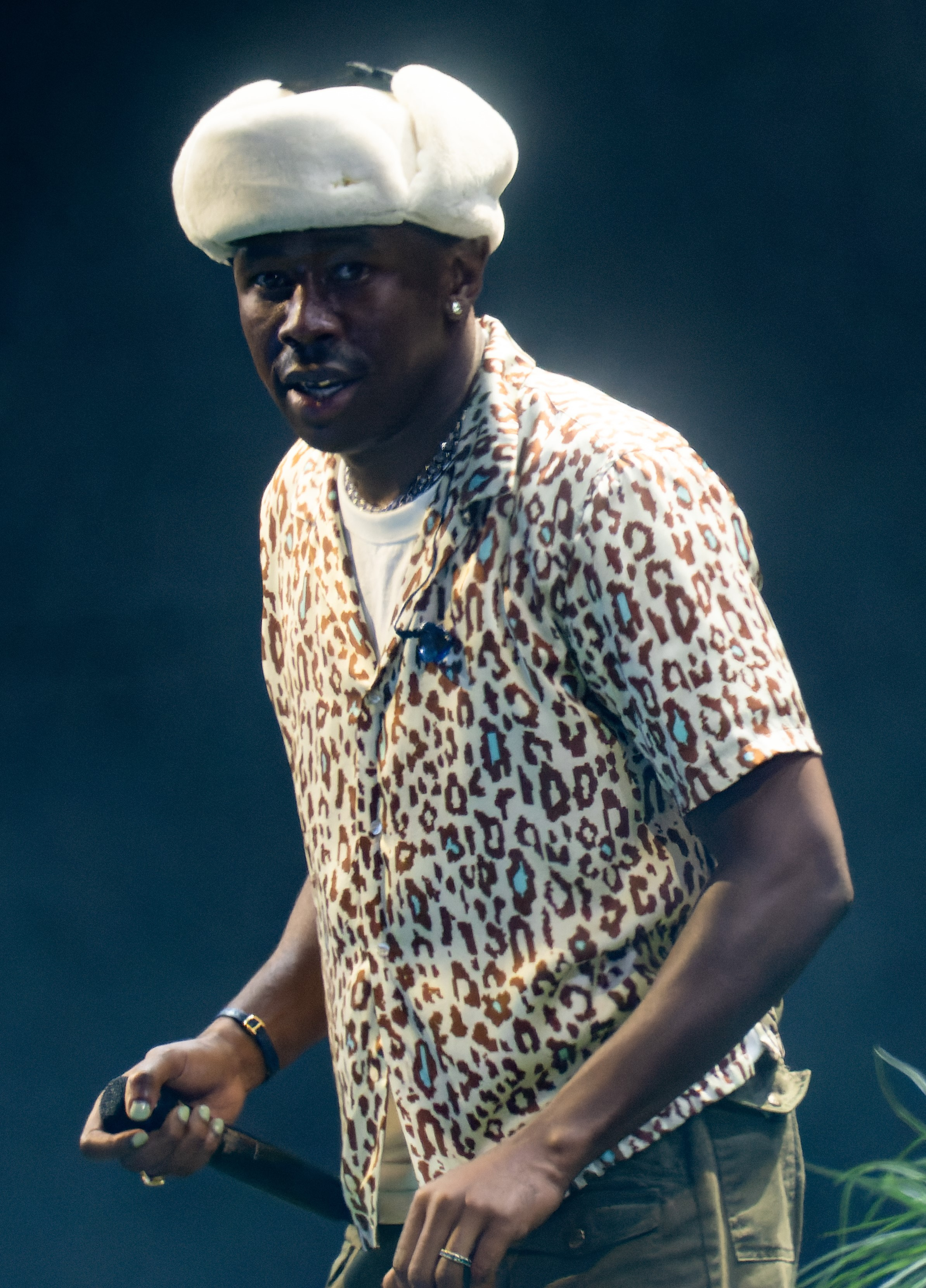
Tyler, The Creator în 2022

Tyler Gregory Okonma (n. 6 martie 1991, Hawthorne, California, SUA), cunoscut profesional ca Tyler, The Creator, este un rapper, producător muzical și designer vestimentar din Hawthorne, California. Mama sa are origini afro-americane, în timp ce tatăl său este de origine nigeriană, dar Tyler nu și-a cunoscut tatăl, iar acest aspect al vieții sale a influențat multe dintre versurile sale.
Tyler a intrat pentru prima dată în atenția publicului în jurul anului 2007, când a început să lanseze muzică independent pe platforme precum MySpace. Împreună cu un grup de prieteni din comunitatea locală de hip-hop, a fondat grupul Odd Future Wolf Gang Kill Them All (adesea abreviat ca Odd Future sau OFWGKTA). Grupul a devenit cunoscut pentru stilul său anarhic și neconvențional, atrăgând atenția publicului pentru versurile controversate și videoclipurile provocatoare. Odd Future a funcționat ca o platformă de lansare pentru mai mulți artiști, inclusiv Earl Sweatshirt, Frank Ocean și Hodgy Beats, iar Tyler a devenit liderul al grupului datorită viziunii sale artistice unice.
Primul său mixtape, Bastard (2009), a stârnit interesul criticilor datorită versurilor întunecate și introspective, explorând teme precum identitatea, traumele din copilărie și frustrarea socială. Albumul său de debut, Goblin (2011), lansat sub casa de discuri XL Recordings, a inclus hitul „Yonkers”, care a devenit viral datorită videoclipului său distinctiv, în care Tyler mănâncă un gândac și își arată latura sa nonconformistă și auto-distructivă. „Yonkers” l-a propulsat pe Tyler în atenția internațională, iar stilul său brut și sincer a continuat să atragă atenția fanilor și criticilor. De-a lungul carierei, Tyler a experimentat diferite genuri și teme. Albumele sale Wolf (2013) și Cherry Bomb (2015) au dezvăluit o latură muzicală mai diversă, împletind influențe de jazz, neo-soul și punk.
Un moment important în cariera sa a venit odată cu albumul Igor (2019), care explorează o poveste de dragoste neîmplinită și complexitatea emoțională a unei despărțiri. Inspirat de influențe R&B, soul și pop alternativ, Igor a fost primit cu entuziasm de critici și a câștigat Premiul Grammy pentru cel mai bun album rap, fiind considerat unul dintre cele mai inovative albume ale sale.

## Viață personală
Tyler Gregory Okonma s-a născut pe 6 martie 1991, în Hawthorne, California, fiul unui tată nigerian cu ascendență igbo, pe care nu l-a cunoscut niciodată, și o mamă americană de descendență mixtă afro-americană și canadiană albă. Și-a petrecut viața trăind în Hawthorne, înainte de a se muta în Ladera Heights la 17 ani. La vârsta de șapte ani, el scotea coperti din carcasele pentru CD-uri și creea coperti pentru propriile sale albume imaginare - inclusiv o listă de melodii cu lungimi de cântece - înainte de a putea chiar face muzica. La 14 ani, a învățat singur să cânte la pian.
În cei 12 ani de școală, a urmat 12 școli. În clasa a VIII-a, Okonma s-a înscris la o clasă de teatru și a fost dat afară pentru că era prea hiperactiv, iar în clasa a IX-a nu i s-a permis să intre în clasa de trupă pentru că nu știa să citească muzică.
A lucrat la FedEx mai puțin de două săptămâni și la Starbucks timp de peste doi ani. Okonma și-a luat numele de scenă de pe o pagină Myspace pe care o folosea pentru a-și posta eforturile creative.
Când Okonma avea 15 ani, avea un canal YouTube numit „Bloxhead”. Primul său videoclip pe YouTube a fost lansat pe 28 februarie 2008. A postat videoclipuri până în octombrie 2009, când a încetat încărcarea pentru a se concentra pe mixtape-ul său, Bastard.

## Carieră

### 2007-2011: Odd Future, Bastard, Goblin
Tyler și-a făcut debutul solo cu mixtape-ul Bastard (2009), unde explorează teme personale legate de furie, alienare și conflictele sale interne. Acest proiect a adus pentru prima dată atenția asupra stilului său întunecat și introspectiv, fiind bine primit în cercurile underground. Bastard a servit drept bază pentru albumul său de debut oficial, Goblin (2011), care a inclus hitul "Yonkers". Această piesă a devenit rapid virală datorită videoclipului său șocant. Succesul albumului Goblin i-a adus lui Tyler un contract cu XL Recordings și l-a propulsat în atenția internațională.

### 2013-2016: Evoluția artistului: Wolf, Cherry Bomb
După succesul Goblin, Tyler și-a diversificat stilul muzical, lansând Wolf (2013), un album mai accesibil din punct de vedere tematic, dar tot introspectiv și narativ. Wolf a inclus influențe de jazz, neo-soul și chiar rock, fiind considerat de mulți ca un punct de maturizare artistică pentru Tyler. În Wolf, Tyler explorează teme precum relațiile familiale și identitatea, adâncindu-se în conflictele sale personale și încercând să-și definească locul în lume.
În 2015, Tyler a lansat Cherry Bomb, un album experimental, marcat de sunete agresive și distorsionate, influențat de muzica punk și de producători precum Pharrell Williams. Cherry Bomb a primit recenzii mixte, dar a arătat latura sa mai îndrăzneață ca producător, explorând sunete care reflectă o atitudine mai auto-exploratorie.

### 2017-2018: Flower Boy
Albumul Flower Boy (2017) a reprezentat un moment major de schimbare în cariera lui Tyler, fiind primul său album intens introspectiv și pozitiv apreciat de critici. Flower Boy este caracterizat de producții rafinate, cu influențe de neo-soul și R&B, și explorează teme precum singurătatea, iubirea și căutarea identității. De asemenea, Tyler a abordat aspecte mai vulnerabile din viața sa, albumul fiind văzut ca o explorare a sexualității sale și a drumului spre acceptare. Flower Boy a fost nominalizat la Premiile Grammy pentru cel mai bun album rap, consolidându-și statutul de artist matur și profund introspectiv.

### 2019-2023: Igor, Call Me If You Get Lost
În 2019, Tyler a lansat Igor, o poveste muzicală despre dragoste și despărțire, concepută ca o călătorie prin emoțiile complexe ale iubirii neîmplinite. Igor este o lucrare conceptuală, caracterizată de o producție sofisticată, cu influențe de R&B, soul și pop alternativ, care îmbină sunete sintetizate cu ritmuri de hip-hop într-o manieră complet unică. Tyler își asumă un rol narativ și folosește efecte vocale și aranjamente complexe pentru a reda diferite stări emoționale. Igor a fost extrem de apreciat de critici, iar în 2020 a câștigat Premiul Grammy pentru cel mai bun album rap.
În 2021, Tyler a lansat Call Me If You Get Lost, un album inspirat de mixtape-urile clasice, care aduce influențe din hip-hop-ul anilor ’90 și stilul Gangsta Grillz al lui DJ Drama. Tyler explorează teme de explorare personală, iubire, și excese, aducând un sunet clasic de hip-hop combinat cu versuri introspective. Call Me If You Get Lost a consolidat reputația sa de artist versatil și creativ, iar albumul a câștigat Premiul Grammy pentru cel mai bun album rap, confirmându-i poziția în industria muzicală ca un inovator constant.

### 2024-prezent: CHROMAKOPIA
Pe 27 octombrie 2024, Tyler, the Creator a dezvăluit în cadrul unui eveniment exclusiv de ascultare că albumul Chromakopia a început ca o reflecție asupra copilăriei sale în Hawthorne și Inglewood, explorând lecțiile de viață primite de la mama sa, Bonita Smith. Tyler a spus că albumul reflectă o înțelegere profundă a lucrurilor pe care mama sa i le-a spus în copilărie și explorează teme de maturizare, dragoste și introspecție.

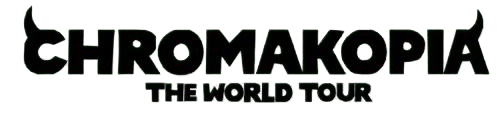

Cu influențe din hip-hop, R&B și jazz, Chromakopia amintește de sunetele soulful și aranjamentele sintetizate din Flower Boy. Narat de mama sa, albumul este văzut de critici ca o criză de maturitate, atingând subiecte precum presiunea celebrității și relațiile personale. Single-urile „St. Chroma” și „Noid” sunt reflecții asupra identității și anxietăților faimei, în timp ce alte piese explorează iubirea și ambițiile artistice.
Lansat pe 28 octombrie, Chromakopia a obținut un succes imens, cu peste 85 milioane de streamuri pe Spotify în prima zi. Turneul mondial, anunțat pentru 2025, va cuprinde peste 50 de concerte în America de Nord și alte concerte în Europa și Oceania.

## Stil artistic și influențe
Stilul lui Tyler, the Creator este caracterizat de o abordare experimentală și un amestec de genuri muzicale, de la hip-hop la neo-soul și jazz. Este cunoscut pentru versurile sale sincere și uneori provocatoare, abordând teme precum identitatea, relațiile personale și experiențele din viața de zi cu zi.

## Proiecte paralele
Pe lângă cariera sa muzicală, Tyler este fondatorul brandului de modă Golf Wang, lansat în 2011, care s-a remarcat prin designurile sale colorate și nonconformiste. De asemenea, a creat festivalul de muzică Camp Flog Gnaw Carnival, un eveniment anual ce atrage mii de fani și include mulți artiști de renume.

## Premii si nominalizări
Tyler, the Creator a primit numeroase premii și nominalizări, inclusiv două premii Grammy pentru albumele Igor și Call Me If You Get Lost. Este considerat unul dintre cei mai influenți artiști ai generației sale, având un impact semnificativ asupra culturii pop și a scenei hip-hop.

## Discografie
- Bastard (2009)
- Goblin (2011)
- Wolf (2013)
- Cherry Bomb (2015)
- Flower Boy (2017)
- Igor (2019)
- Call Me If You Get Lost (2021)
- Call Me If You Get Lost: The Estate Sale (2023)
- Chromakopia (2024)